# Saigona ussuriensis
Saigona ussuriensis är en insektsart som först beskrevs av Lucien Lethierry 1878. 
Saigona ussuriensis ingår i släktet Saigona och familjen Dictyopharidae. Inga underarter finns listade i Catalogue of Life.